# Kreisstraßen in Deutschland
Kreisstraßen in Deutschland ist eine Zusammenfassung aller Listen der Kreisstraßen in der Bundesrepublik Deutschland.

## Baden-Württemberg

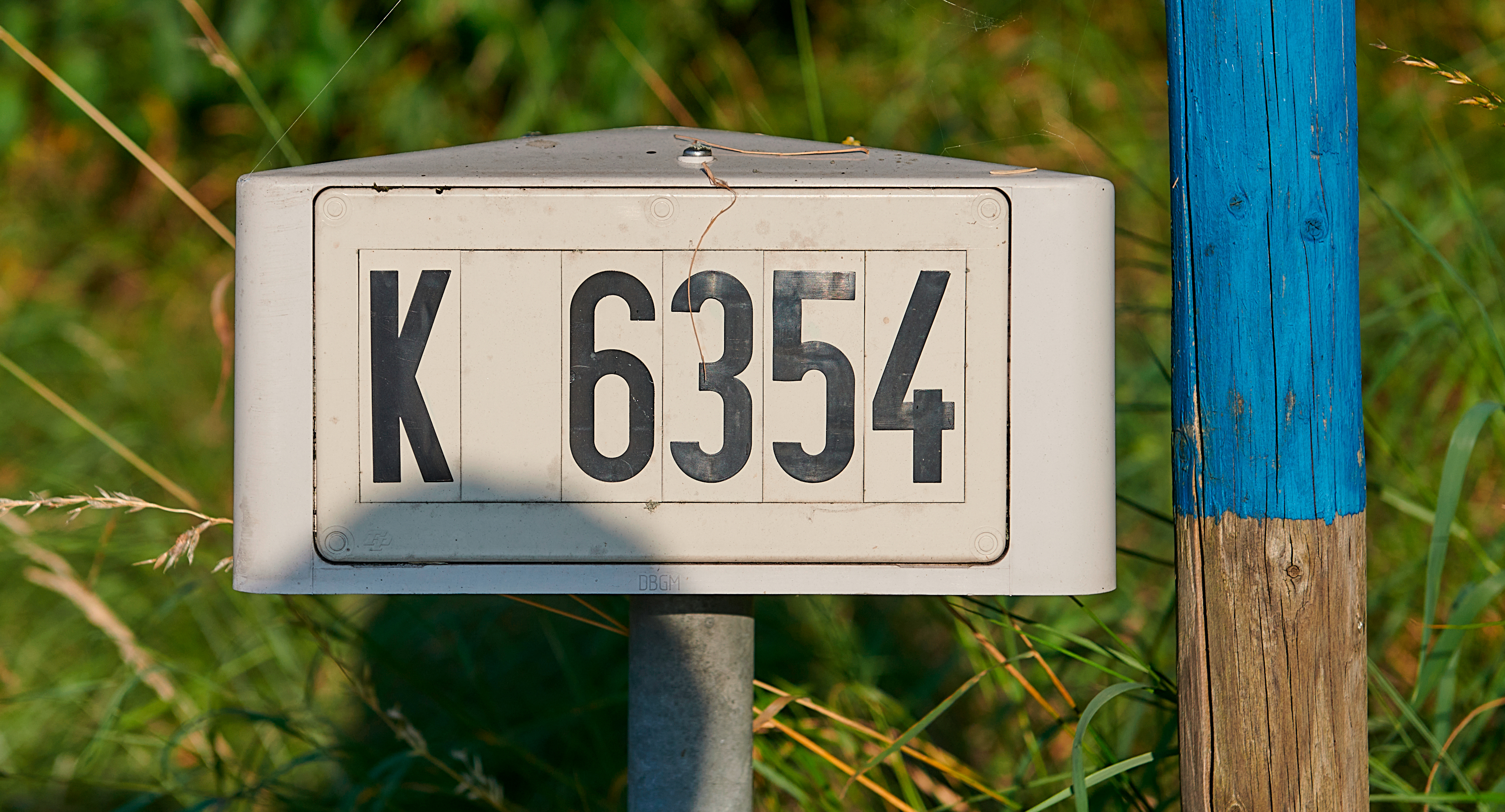
Wegesrandkennzeichnung der K 6354 am Luckepass bei Lörrach

Die Kreisstraßen in Baden-Württemberg tragen den Buchstaben K, dem stets eine Zahl mit vier Ziffern folgt. Die ersten beiden Ziffern (bis 83) geben hierbei den Landkreis an. Für jeden Landkreis werden mindestens 200, für manche Landkreise (Heidenheim, Heilbronn, Ravensburg und Schwäbisch Hall) auch 300 Nummern freigehalten. Für die Kreisstraßen in den Stadtkreisen werden jeweils 50 Nummern (ab 9500) freigehalten.
Übersicht:
| Nr.     | Land- oder Stadtkreis              |
| ------- | ---------------------------------- |
| ab 1000 | Landkreis Böblingen                |
| ab 1200 | Landkreis Esslingen                |
| ab 1400 | Landkreis Göppingen                |
| ab 1600 | Landkreis Ludwigsburg              |
| ab 1800 | Rems-Murr-Kreis                    |
| ab 2000 | Landkreis Heilbronn                |
| ab 2300 | Hohenlohekreis                     |
| ab 2500 | Landkreis Schwäbisch Hall          |
| ab 2800 | Main-Tauber-Kreis                  |
| ab 3000 | Landkreis Heidenheim               |
| ab 3300 | Ostalbkreis                        |
| ab 3500 | Landkreis Karlsruhe                |
| ab 3700 | Landkreis Rastatt                  |
| ab 3900 | Neckar-Odenwald-Kreis              |
| ab 4100 | Rhein-Neckar-Kreis                 |
| ab 4300 | Landkreis Calw                     |
| ab 4500 | Enzkreis                           |
| ab 4700 | Landkreis Freudenstadt             |
| ab 4900 | Landkreis Breisgau-Hochschwarzwald |
| ab 5100 | Landkreis Emmendingen              |
| ab 5300 | Ortenaukreis                       |
| ab 5500 | Landkreis Rottweil                 |
| ab 5700 | Schwarzwald-Baar-Kreis             |
| ab 5900 | Landkreis Tuttlingen               |
| ab 6100 | Landkreis Konstanz                 |
| ab 6300 | Landkreis Lörrach                  |
| ab 6500 | Landkreis Waldshut                 |
| ab 6700 | Landkreis Reutlingen               |
| ab 6900 | Landkreis Tübingen                 |
| ab 7100 | Zollernalbkreis                    |
| ab 7300 | Alb-Donau-Kreis                    |
| ab 7500 | Landkreis Biberach                 |
| ab 7700 | Bodenseekreis                      |
| ab 7900 | Landkreis Ravensburg               |
| ab 8200 | Landkreis Sigmaringen              |
| ab 9500 | Stuttgart                          |
| ab 9550 | Heilbronn                          |
| ab 9600 | Baden-Baden                        |
| ab 9650 | Karlsruhe                          |
| ab 9700 | Heidelberg                         |
| ab 9750 | Mannheim                           |
| ab 9800 | Pforzheim                          |
| ab 9850 | Freiburg im Breisgau               |
| ab 9900 | Ulm                                |

## Bayern
Die Kreisstraßen in Bayern tragen die Buchstaben des Kfz-Unterscheidungszeichens, z. B. DAH für den Landkreis Dachau, dem stets eine Zahl mit bis zu zwei Ziffern folgt. Bei den Kreisstraßen in den kreisfreien Städten wird dem oder den Buchstaben ein s hinzugefügt, falls es einen Landkreis mit demselben Unterscheidungszeichen gibt, z. B. ROs bei den Kreisstraßen in Rosenheim, aber andererseits SC bei den Kreisstraßen in Schwabach.

## Berlin
In Berlin gibt es keine Kreisstraßen.

## Brandenburg
Die Kreisstraßen in Brandenburg tragen den Buchstaben K, dem stets eine Zahl mit vier Ziffern folgt. Die ersten beiden Ziffern geben den Landkreis an. Hierbei handelt es sich um die Kreiskennungen der amtlichen Schlüsselnummern. In den kreisfreien Städten gibt es keine Kreisstraßen.
Übersicht:
| Nr.     | Landkreis             | Liste |
| ------- | --------------------- | ----- |
| ab 6000 | Barnim                | Liste |
| ab 6100 | Dahme-Spreewald       | Liste |
| ab 6200 | Elbe-Elster           | Liste |
| ab 6300 | Havelland             | Liste |
| ab 6400 | Märkisch-Oderland     | Liste |
| ab 6500 | Oberhavel             | Liste |
| ab 6600 | Oberspreewald-Lausitz | Liste |
| ab 6700 | Oder-Spree            | Liste |
| ab 6800 | Ostprignitz-Ruppin    | Liste |
| ab 6900 | Potsdam-Mittelmark    | Liste |
| ab 7000 | Prignitz              | Liste |
| ab 7100 | Spree-Neiße           | Liste |
| ab 7200 | Teltow-Fläming        | Liste |
| ab 7300 | Uckermark             | Liste |

## Bremen und Hamburg
In Bremen und in Hamburg gibt es keine Kreisstraßen.

## Hessen
Die Kreisstraßen in Hessen tragen den Buchstaben K, dem stets eine Zahl mit bis zu drei Ziffern folgt.

### Nordhessen
Die Kreisstraßen in den Landkreisen des Regierungsbezirks Kassel werden in jedem Landkreis ab 1 nach Bedarf durchnummeriert.

### Mittel- und Südhessen
Die Kreisstraßen im Regierungsbezirk Darmstadt wurden ursprünglich nach einem bestimmten Nummernplan durchnummeriert. Hierbei wählte man für den Landkreis Bergstraße die niedrigsten und für den Main-Kinzig-Kreis die höchsten Kreisstraßennummern.
Die Nummerierung erfolgte in der Regel in folgender Reihenfolge:

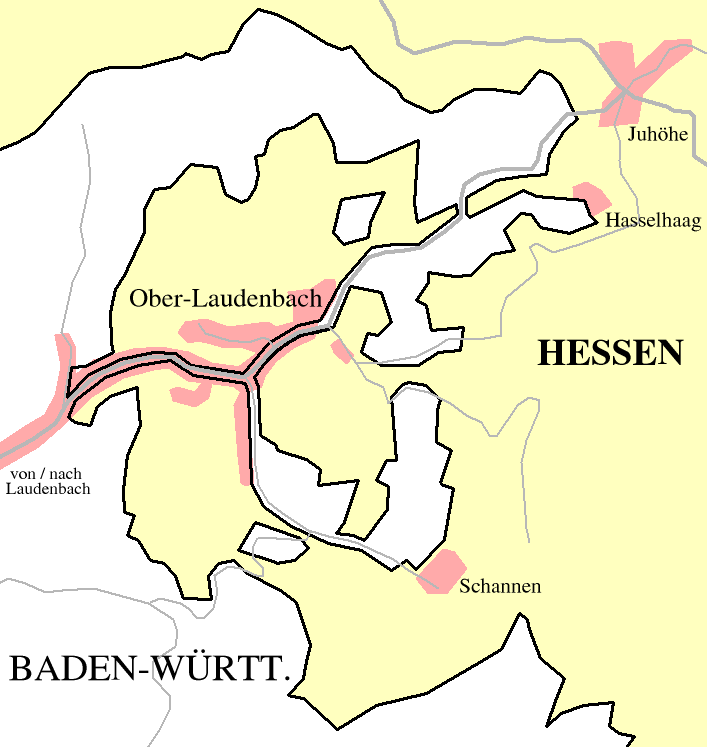
Grenzziehung bei Ober-Laudenbach

Landkreis Bergstraße, Odenwaldkreis, Landkreis Darmstadt-Dieburg, Kreis Groß-Gerau, kreisfreie Stadt Darmstadt, Landkreis Offenbach, kreisfreie Stadt Offenbach am Main, Wetteraukreis, Rheingau-Taunus-Kreis, kreisfreie Stadt Wiesbaden, Hochtaunuskreis, Main-Taunus-Kreis, kreisfreie Stadt Frankfurt am Main und schließlich Main-Kinzig-Kreis.
Auch die Nummerierungen der Kreisstraßen im Lahn-Dill-Kreis und im Landkreis Limburg-Weilburg, die seit dem 1. Januar 1981 zum Regierungsbezirk Gießen gehören, folgen großenteils noch diesem Nummernplan.

### Besonderheit
Die Kreisstraße K 203 des Kreises Bergstraße (eigentlich in Ober-Laudenbach) liegt vollständig auf dem Gebiet des Landes Baden-Württemberg.

## Mecklenburg-Vorpommern
Die Kreisstraßen in Mecklenburg-Vorpommern trugen bis zur Gebietsreform 2011 den Buchstaben K, dem stets eine Zahl mit bis zu zwei Ziffern folgte. Die Nummerierung wurde beim Überschreiten der Kreisgrenzen beibehalten.
Heute tragen alle Kreisstraßen das Kürzel des aktuellen Landkreises (beispielsweise VG), das Kürzel des Altlandkreises (beispielsweise GÜ), das Kürzel der kreisfreien Stadt (HRO oder SN) oder das Kürzel einer ehemals kreisfreien Stadt (HWI oder NB). Man geht in den Landkreisen unterschiedliche Wege:
- Der Landkreis Nordwestmecklenburg behielt seine bisherige Nummerierung bei.
- Der Landkreis Ludwigslust-Parchim übernahm die Nummerierung des bisherigen Landkreises Ludwigslust. Diejenigen Kreisstraßen, die ausschließlich im Landkreis Parchim existierten, erhielten Bezeichnungen ab 101 – in der Regel durch das Voranstellen der Ziffer 1 oder der Ziffernfolge 10.
- Im Landkreis Mecklenburgische Seenplatte wurden die Kreisstraßen neu durchnummeriert.
- Der Landkreis Vorpommern-Greifswald übernahm die Nummerierung des bisherigen Landkreises Ostvorpommern. Die folgenden Nummern erhielten die Kreisstraßen des bisherigen Landkreises Uecker-Randow. Es schlossen sich die Kreisstraßen des ehemaligen Landkreises Demmin an.
- Die Kreisstraßen in den übrigen beiden Landkreisen tragen die Buchstaben des Kfz-Unterscheidungszeichens des jeweiligen Altkreises, z. B. GÜ für den Altkreis Güstrow im Landkreis Rostock, dem stets eine Zahl mit bis zu zwei Ziffern folgt.

## Niedersachsen
Die Kreisstraßen in Niedersachsen tragen den Buchstaben K, dem stets eine Zahl mit bis zu drei Ziffern folgt.

## Nordrhein-Westfalen
Die Kreisstraßen in Nordrhein-Westfalen tragen den Buchstaben K, dem stets eine Zahl mit bis zu zwei Ziffern folgt. Die Nummerierung wird in der Regel beim Überschreiten der Kreisgrenzen beibehalten.

## Rheinland-Pfalz
Die Kreisstraßen in Rheinland-Pfalz tragen den Buchstaben K, dem stets eine Zahl mit bis zu drei Ziffern folgt.

## Saarland
Im Saarland gibt es keine Kreisstraßen. An ihre Stelle treten die Landesstraßen zweiter Ordnung, die den Kreisstraßen in anderen Bundesländern entsprechen.

## Sachsen
Die Kreisstraßen in Sachsen tragen den Buchstaben K, dem stets eine Zahl mit vier Ziffern folgt. Die ersten beiden Ziffern geben hierbei den Landkreis an, der bis zur Gebietsreform 2008 existierte. Hierbei handelt es sich um die ehemaligen Kreiskennungen der amtlichen Schlüsselnummern.
Übersicht:
| Nr.     | Landkreis/ehemaliger Landkreis oder kreisfreie Stadt/ehemalige kreisfreie Stadt |
| ------- | ------------------------------------------------------------------------------- |
| ab 6100 | Chemnitz                                                                        |
| ab 6200 | Dresden                                                                         |
| ab 6300 | Görlitz                                                                         |
| ab 6400 | Hoyerswerda                                                                     |
| ab 6500 | Leipzig                                                                         |
| ab 6600 | Plauen                                                                          |
| ab 6700 | Zwickau                                                                         |
| ab 7100 | Landkreis Annaberg                                                              |
| ab 7200 | Landkreis Bautzen                                                               |
| ab 7300 | Landkreis Chemnitzer Land                                                       |
| ab 7400 | Landkreis Delitzsch                                                             |
| ab 7500 | Landkreis Döbeln                                                                |
| ab 7700 | Landkreis Freiberg                                                              |
| ab 7800 | Vogtlandkreis                                                                   |
| ab 7900 | Landkreis Leipziger Land                                                        |
| ab 8000 | Landkreis Meißen                                                                |
| ab 8100 | Mittlerer Erzgebirgskreis                                                       |
| ab 8200 | Landkreis Mittweida                                                             |
| ab 8300 | Muldentalkreis                                                                  |
| ab 8400 | Niederschlesischer Oberlausitzkreis                                             |
| ab 8500 | Landkreis Riesa-Großenhain                                                      |
| ab 8600 | Landkreis Löbau-Zittau                                                          |
| ab 8700 | Landkreis Sächsische Schweiz                                                    |
| ab 8800 | Landkreis Stollberg                                                             |
| ab 8900 | Landkreis Torgau-Oschatz                                                        |
| ab 9000 | Weißeritzkreis                                                                  |
| ab 9100 | Landkreis Aue-Schwarzenberg                                                     |
| ab 9200 | Landkreis Kamenz                                                                |
| ab 9300 | Landkreis Zwickauer Land                                                        |

## Sachsen-Anhalt
Die Kreisstraßen in Sachsen-Anhalt tragen den Buchstaben K, dem stets eine Zahl mit vier Ziffern folgt. Sie wurden zunächst landesweit durchnummeriert. Dabei erhielten die Kreisstraßen im ehemaligen Bezirk Magdeburg als erste Ziffer eine 1 und diejenigen im ehemaligen Bezirk Halle eine 2. Die Kreisstraßen im Landkreis Jessen, der zum Bezirk Cottbus gehörte, begannen mit der Ziffer 3.
Die neuen Kreisstraßen im Landkreis Jerichower Land erhalten vorwiegend Nummern, die bereits in anderen Landkreisen vergeben wurden.

## Schleswig-Holstein
Die Kreisstraßen in Schleswig-Holstein tragen den Buchstaben K, dem stets eine Zahl mit bis zu drei Ziffern folgt.

## Thüringen
Die Kreisstraßen in Thüringen tragen den Buchstaben K, dem stets eine Zahl mit bis zu drei Ziffern, im Landkreis Schmalkalden-Meiningen auch mit vier Ziffern folgt.